# Issoufou Boubacar
Issoufou Boubacar Garba (* 2. Februar 1990 in Niamey) ist ein nigrischer Fußballnationalspieler.

## Karriere

### Verein
Boubacar begann seine Profikarriere 2006 beim nigrischen Verein ASFAN Niamey und spielte danach bei RC Kadiogo Ouagadougou in Burkina Faso. 2009 und 2011 wechselte er  nach Thailand zum Muangthong United, der in der ersten Liga spielte. In der folgenden Saison wechselte er innerhalb Thailands zum Phuket FC. Im Sommer 2012 unterschrieb er schließlich beim tunesischen Erstligisten Club Africain Tunis, wo er ebenfalls nur kurze Zeit blieb. Im Jahr 2013 spielte Boubacar für den CS Hammam-Lif, ehe er zu Stade Tunisien wechselte. Von Mitte 2014 bis Mitte 2015 war er ohne Verein. Dann spielte er zwei Jahre für Young Africans SC in Tansania und ist seitdem erneut vereinslos.

### Nationalmannschaft
Sein Debüt für die nigrische Nationalmannschaft gab Boubacar im Jahr 2011. Seitdem bestritt er 17 Länderspiele und schoss dabei zwei Tore. Mit dem Niger nahm er 2013 am Afrika-Cup 2013 teil. Boubacar stand ebenfalls beim 3:0-Sieg des Nigers bei der Qualifikation zur Fußball-Weltmeisterschaft 2010 gegen Gabun auf dem Platz, das Land schied jedoch im weiteren Qualifikationsmodus aus. 2012 und 2013 nahm er mit dem Niger an der Afrikameisterschaft teil.

## Erfolge
- Thailändischer Meister: 2009
- Tansanischer Meister: 2016, 2017
- Tansanischer Pokalsieger: 2016